# Železnodorožnyj romans
Železnodorožnyj romans (Железнодорожный романс) è un film del 2002 diretto da Ivan Ivanovič Solovov.

## Trama
Il film racconta di un affascinante moscovita di nome Aleksej, che si innamora di una ragazza. Ma invece di incontrarla, si trova in una situazione, a causa della quale perde il lavoro con l'appartamento e diventa un vagabondo, in fuga dal passato e dalle forze dell'ordine. E improvvisamente incontra di nuovo quella ragazza.